# Montepulciano
Montepulciano és un municipi italià, situat a la regió de la Toscana i a la província de Siena. L'any 2004 tenia 14.107 habitants.

## Fills il·lustres
- Gabriele Puliti
- Giovanni Ricci

Vegeu també Madonna di San Biagio